# Лада (приток Утрои)
Лада (латыш. Lada) — река в России и Латвии, протекает по территории Пыталовского района Псковской области. Устье реки находится в 54 км по правому берегу реки Утрои. Длина реки — 40 км, площадь водосборного бассейна — 262 км².

## Данные водного реестра
По данным государственного водного реестра России относится к Балтийскому бассейновому округу, водохозяйственный участок реки — Великая. Относится к речному бассейну реки Нарва (российская часть бассейна).
Код объекта в государственном водном реестре — 01030000212102000028686.